# 格拉菲克 (阿肯色州)
格拉菲克（英語：Graphic）是位於美國阿肯色州克勞福德縣的一個非建制地區。該地的面積和人口皆未知。

## 地理
格拉菲克的座標為35°34′24″N 94°08′37″W / 35.57333°N 94.14361°W，而該地的平均海拔高度為279米（即915英尺）。